# Facilitação de grupos
A facilitação de grupos é uma atividade levada a cabo por profissionais treinados em métodos e técnicas para a resolução de problemas e decisão em grupo - facilitador.
A facilitação de grupos serve para fazer emergir uma visão coletiva para as tarefas que um grupo deverá desempenhar que é criada através de um espaço para a partilha segura de ideias através da participação genuína de todos os seus membros. Deste modo, o grupo assume a responsabilidade pelas tarefas atribuídas e se auto-organiza para as concretizar com êxito.